# Газданов Артур Сосланович
Артур Сосланович Газданов (рос. Артур Сосланович Газданов; нар. 26 липня 1992, Владикавказ, Північна Осетія, Росія) — російський футболіст, півзахисник.

## Життєпис
Вихованець ДЮСШ ЦСКА. У сезоні 2010 року в молодіжній першості грав за команду «Аланії». Дебютував у другому дивізіоні Росії за «Аланію-Д» (Владикавказ) 26 квітня 2011 року в поєдинку проти «Машука-КМВ» (П'ятигорськ), в якому відзначився голом. У другому дивізіоні (Першості ПФЛ) грав за «Аланію-Д» (2011/12, 2012/13), «Волгар» (2013/14), КАМАЗ (2014/15, 2018/19), «Авангард» (2016/17) та «Тюмень» (2019/20).
11 липня 2015 року дебютував у Національній лізі Росії за КАМАЗ з Набережних Челнів у поєдинку проти «Газовика» (Оренбург). За КАМАЗ (2015/16) та «Авангард» (2017/18), з якими підвищувався у класі, а також «Акрон» (2020/21, 2021/22) грав у першому дивізіоні (ФНЛ).
На початку 2022 року підписав контракт із казахстанським клубом «Акжайик». У місцевій Прем'єр-лізі дебютував 6 березня у виїзному матчі проти «Тоболу». Фіналіст Кубку Казахстану 2022 року.
У 2023 році — гравець медіафутбольної команди «Батьківщина Медіа» (з нею виграв 3-й сезон Медіаліги), у листопаді перейшов до іншої медіакоманди — «2DROTS».